# Tide
Tide (Alo, Vizir sau Ace în alte țări) este numele unei mărci de detergent produs de Procter & Gamble începând cu anul 1946.